# Jefferson (stato proposto della costa Pacifica)

Il proposto stato di Jefferson, 217 005 km²

Lo Stato di Jefferson è la proposta di un nuovo Stato americano, per l'area territoriale, prevalentemente rurale, che si estende fra la parte meridionale dell'Oregon e la California settentrionale. La regione comprende la maggior parte dell'area nord della California, ma non include San Francisco o altre contee della Bay Area che rappresentano la maggioranza della popolazione della California settentrionale.
Il nome "Jefferson" è di origine incerta ed è stato storicamente utilizzato anche per altri territori o altre proposte di Stato, come il "Territorio di Jefferson" del XIX secolo, nonché uno Stato del Sud che sarebbe stato creato dalla regione del Texas Panhandle, come proposto da un disegno di legge del 1915 parlamento del Texas. In ogni caso, quest'area della costa pacifica è quella più nota.
Il presidente Thomas Jefferson, che inviò la spedizione di Lewis e Clark nel Pacifico nord-occidentale nel 1803, immaginò la creazione di una nazione indipendente nella parte occidentale del Nord America che soprannominò la "Repubblica del Pacifico" da qui la naturale associazione del suo nome alla proposta di autonomia territoriale nell'area descritta . Il movimento per l'indipendenza, piuttosto che per la creazione di un nuovo stato degli USA, è noto per la nascita della nuova entità denominata Cascadia.
Se la proposta venisse mai approvata, la capitale del nuovo Stato dovrebbe essere determinata da una convenzione costituzionale; Yreka, in California, fu selezionata come capitale provvisoria nella proposta originale del 1941, sebbene anche Port Orford, in Oregon, fosse stata presa in considerazione. Alcuni sostenitori più recenti hanno identificato anche Redding, in California, come potenziale capitale, anche se questa città non è mai stata indicata in nessuna delle versioni della proposta autonomista e il suo consiglio comunale ha votato nel 2013 per rifiutare la partecipazione al movimento.

## Storia

### XIX secolo
Lo Stato di Jefferson affonda le proprie origini nel XIX secolo. In particolare, nel 1851, i filoni aurei scoperti nel bacino del fiume Klamath nella California nord-occidentale estese la corsa all'oro più a nord fino alla valle del fiume Rogue nell'Oregon meridionale. La corsa all'ora portò quindi al primo grande afflusso di coloni bianchi nell'area della California settentrionale e dell'Oregon, causando un conflitto con le popolazioni native locali che alla fine culminò nella guerra di Rogue River del 1855-1856.
Inoltre, l'afflusso di coloni americani, unito alla ricchezza che essi accumularono grazie allo sfruttamento delle risorse naturali della regione, stimolò diversi movimenti politici che volevano separare la regione dal resto della California e dell'Oregon negli anni '50 dell'Ottocento I politici locali proposero, nel 1852 al Parlamento della California, la creazione dello Stato indipendente di Shasta, ma il disegno di legge morì in commissione e non venne mai discusso. Lo Stato di Shasta fu ripreso nuovamente nel 1855 e durante il decennio furono proposte varie altre configurazioni di uno stato indipendente nella stessa regione dello Stato di Jefferson (come lo Stato di Klamath, nel 1853 e nel 1854).
I coloni della regione si sentivano diversi dagli abitanti delle altre aree della California e dell'Oregon, sia culturalmente che economicamente e che, a causa della grande distanza che li separava dalle capitali dei due Stati, i loro bisogni sarebbero stati meglio gestiti ed affrontati a livello locale e federale da parte di un proprio governo autonomo, piuttosto che presentando una petizione alle autorità dei due Stati. Nel 1860, il Congresso approvò una proposta che avrebbe consentito alla regione di votare sull'indipendenza dalla California e dall'Oregon, ma la guerra civile interruppe il processo ed influì in modo significativo sulla repressione dei movimenti indipendentisti per il resto del XIX secolo.

### XX secolo

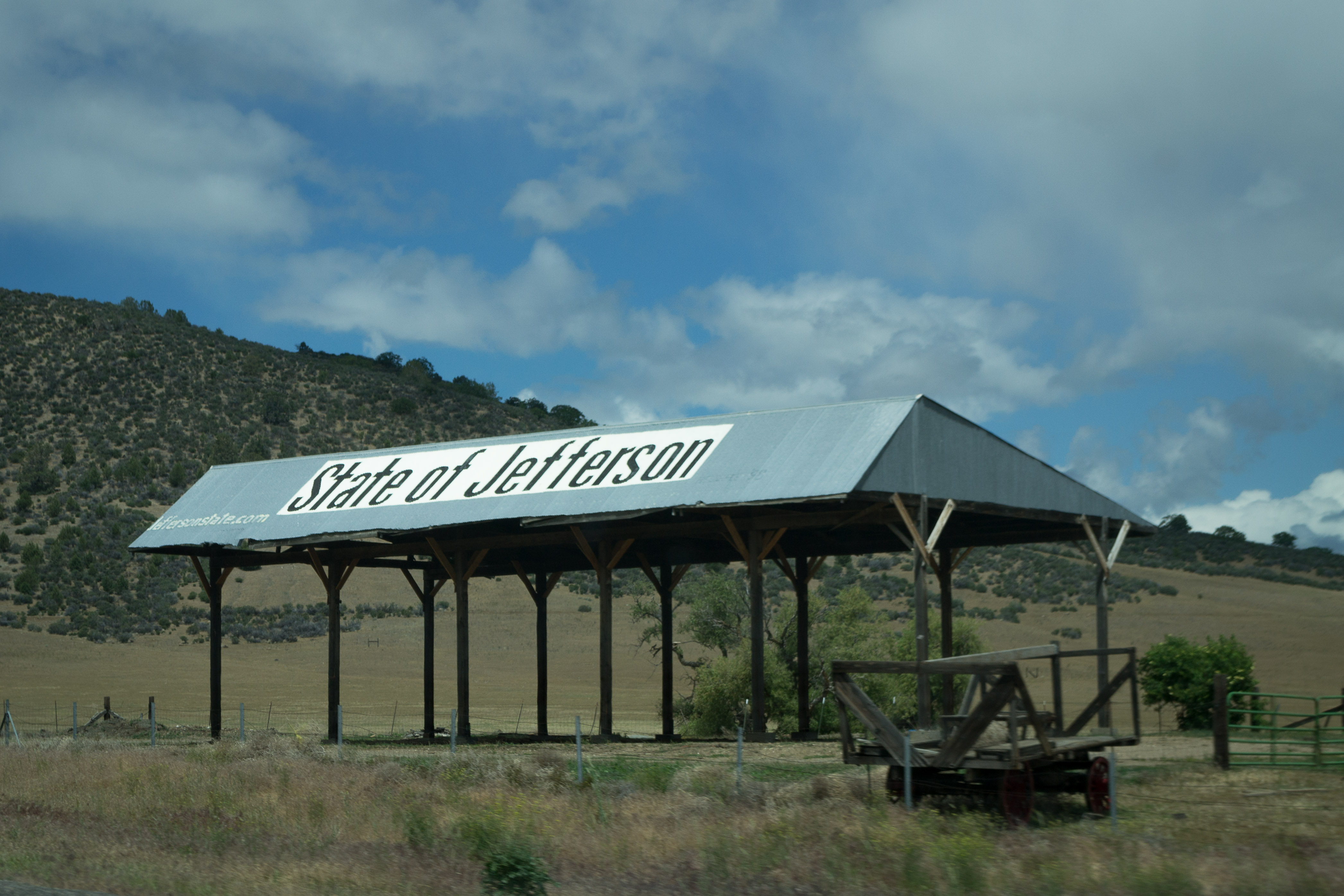
Un padiglione vicino a Yreka, California con l'indicazione dello Stato di Jefferson

Nell'ottobre 1941, Gilbert Gable, sindaco di Port Orford, in Oregon, comunicò che le contee di Curry, Josephine, Jackson e Klamath, in Oregon, avrebbero dovuto unirsi alle contee californiane di Del Norte, Siskiyou e Modoc per formare un nuovo stato, da denominare Jefferson.
Gable era spinto dalla radicata convinzione che le aree prettamente rurali della California settentrionale e dell'Oregon meridionale fossero sottorappresentate nei governi statali, che tendevano a soddisfare le richieste delle aree più popolose. Gable fu affiancato nei suoi sforzi da Randolph Collier - senatore dello stato della California eletto per il secondo distretto, quello in cui erano incluse alcune contee interessate - il cui sostegno portò alla scelta di Yreka come capitale.
Il 27 novembre 1941, mentre in Europa imperversava la guerra, un gruppo di giovani attirò l'attenzione dei media nazionali quando, brandendo fucili e pistole, fermò il traffico sulla U.S. Route 99 a sud di Yreka, capoluogo della contea di Siskiyou, distribuendo copie di una Proclamazione di Indipendenza ed affermando che lo Stato di Jefferson era in "ribellione patriottica contro gli Stati della California e dell'Oregon" e che avrebbe continuato a "secedere ogni giovedì fino a nuovo avviso".
Affossato da preoccupazioni più rilevanti e privo di alcuni dei suoi fautori più importanti, il movimento per la secessione dello stato si concluse rapidamente, non prima però che John Leon Childs di Crescent City, procuratore distrettuale della contea di Del Norte, fosse insediato, il 4 dicembre 1941 come governatore dello Stato di Jefferson. In particolare, la rapida dissoluzione delle mire secessionistiche subì un primo colpo il 2 dicembre 1941, in cui morì il sindaco Gable, cui seguì l'attacco di Pearl Harbor il 7 dicembre dello stesso 1941. Anche coloro che erano favorevoli alla nascita del nuovo Stato trovarono più opportuno concentrare gli sforzi e le proprie attenzioni sul conflitto bellico, paralizzando così il movimento autonomista.
Nel 1942. il Premio Pulitzer fu assegnato a Stanton Delaplane, giornalista del San Francisco Chronicle, per i suoi articoli sullo Stato di Jefferson.
Nel 1989, KSOR, stazione radio appartenente alla National Public Radio con sede presso la Southern Oregon University, ad Ashland, vicino a Medford, si rinominò Jefferson Public Radio. All'inizio degli anni '80 aveva costruito un'enorme rete di ripetitori del segnale di basso livello. Quando successivamente KSOR iniziò a costruire centrali a piena potenza si rese conto che l'impronta combinata della sua rete di ripetitori copriva, più o meno, la stessa area dell’originario Stato di Jefferson, ritenendo quindi che "Jefferson Public Radio" fosse un nome appropriato quando divenne un network radiofonico.
Nel 1992, Stan Statham, deputato dell'Assemblea della California, promosse un voto consultivo in 31 contee chiedendo se lo stato dovesse essere diviso in due. Tutte le contee dell'ipotetico Stato di Jefferson hanno votato a favore della scissione (eccetto la contea di Humboldt che non aveva la questione nella scheda elettorale). Sulla base di questi risultati, Statham avviò una proposta legislativa mirata a separare in due lo stato, ma il disegno di legge morì in commissione.
Alla fine degli anni '90, il movimento per la nascita del nuovo Stato fu promosso da un gruppo chiamato State of Jefferson Citizens Committee, originariamente formatosi nel 1941. Due dei suoi componenti, Brian Helsaple e Brian Petersen, raccolsero una corposa documentazione, inclusi resoconti sia verbali che scritti, per lo più riguardanti il movimento secessionista del 1941. Nel 2000, Helsaple e Petersen pubblicarono un libro, Jefferson Saga, che riattizzò gli spiriti autonomisti.

### XXI secolo
Lo stato di Jefferson è commemorato nella State of Jefferson Scenic Byway, il tratto stradale che corre per 109 miglia (175 km), tra Yreka e O'Brien, lungo la State Route 96 e la US Forest Service Primary Route 48. Inoltre, vicino al confine tra California e Oregon, un punto panoramico offre una vista sulla valle del fiume Klamath e su tre cartelli che informano della repubblica di Jefferson. La regione conserva poi la propria identità rafforzandola con istituzioni mediatiche come la sopra menzionata Jefferson Public Radio .
Secondo i dati del censimento del 2020, se le contee di Jefferson (contee originarie del progetto di autonomia del 1941) costituissero un'entità autonoma, la sua popolazione sarebbe di 484.727 abitanti: più piccola di qualsiasi altro stato. Circa l'83% di questi residenti vive in Oregon. La superficie dello Stato sarebbe di 55.295,6 km2   – un po’ più piccolo del West Virginia - pressoché equamente divisa tra Oregon e California. La sua densità di popolazione sarebbe di 8,76 abitanti per km2  , poco più di quella dell'Idaho. Con l'aggiunta delle contee previste dal più recente progetto di secessione - che include Coos e Douglas e Lake Counties nell'Oregon, e Humboldt, Trinity, Shasta, Lassen, Mendocino, Lake, Tehama, Plumas, Glenn, Butte, Colusa, Sierra, Sutter, Yuba, Nevada, Placer, El Dorado, Amador, Calaveras, Tuolumne, Stanislaus e Mariposa in California - la popolazione dello Stato al censimento del 2020 sarebbe di 3.138.324 abitanti, rendendolo il 33º stato più popoloso degli Stati Uniti.

## Contee che intendono lasciare la California
Il 3 settembre 2013, il consiglio dei supervisori della contea di Siskiyou, in California, ha votato 4 a 1 a favore del ritiro dalla California per formare uno nuovo stato, denominato Jefferson. Alla proposta si sono uniti il consiglio dei supervisori contea di Modoc (24 settembre 2013) ed il consiglio dei supervisori contea di Glenn (21 gennaio 2014). Il 15 aprile 2014 anche i supervisori contea di Yuba si sono uniti al movimento di separazione dalla California dello Stato di Jefferson.
Il consiglio dei supervisori contea di Tehama, il 15 luglio 2014, ha adottato all'unanimità una risoluzione a sostegno della dichiarazione di ritiro dalla California sulla base di un referendum popolare consultivo, tenutosi il 6 giugno 2014, dove il 56% dei votanti si espresse a favore della scissione dello Stato. In seguito, il 22 luglio 2014, anche il Consiglio dei supervisori della contea di Sutter ha adottato all'unanimità una risoluzione a sostegno di una dichiarazione e di una petizione al Parlamento statale per ritirarsi dalla California a causa della mancanza di rappresentanza. Nella contea di Lake, invece, i supervisori il 3 marzo 2015 hanno votato a maggioranza (3 contro 2) per sottoporre agli elettori la questione della secessione e il 17 marzo, i supervisori contea di Lassen hanno fatto una dichiarazione similare. Secondo quanto riferito, il Comitato per la Dichiarazione di Jefferson mira a ottenere il sostegno di almeno 12 contee.
Le contee di Modoc e Siskiyou, il 24 ottobre 2014, hanno consegnato le loro dichiarazioni di indipendenza dallo stato della California all'ufficio del Segretario di Stato della California. Il 15 gennaio 2015, altre tre contee californiane - Glenn, Tehama e Yuba - hanno presentato le loro dichiarazioni ufficiali.
La ripresa del progetto di secessione del 2013 si è svolto quasi interamente in California ed ha riguardato le principali aree a nord di 39º parallelo. Sebbene alcuni singoli residenti in Oregon abbiano esercitato pressioni a favore del movimento, nessun governo di contea in quello stato ha finora approvato proposte di separazione dallo Stato. Il 6 gennaio 2016, 21 contee della California settentrionale hanno inviato una dichiarazione o hanno approvato l'invio di una dichiarazione allo Stato della California con l'intento di lasciare lo stato e formare lo Stato di Jefferson. Le stime fatte sulla base dei dati disponibili attestavano la popolazione del nuovo Stato al 39º posto.

## Elezioni presidenziali del 2016

Risultati delle elezioni presidenziali del 2016, che mostrano una forte presenza repubblicana nell'ipotetico Stato di Jefferson

Gli esiti delle elezioni presidenziali del 2016, hanno mostrato che la maggior parte delle contee della California che apparterrebbero allo Stato di Jefferson sono state vinte in maniera schiacciante dal candidato repubblicano Donald Trump, mentre la democratica Hillary Clinton ha raccolto un significativo consenso nel resto della California, lasciando così intendere un divario politico non trascurabile tra l'ipotetico Stato di Jefferson ed il resto della California. Ad esempio, mentre a San Francisco Clinton ha battuto di quasi 80 punti Trump, questi l'ha superata di oltre 50 nella contea di Lassen. L’elezione di Trump ha influenzato, accelerandola, la richiesta di secessione della California dall’Unione, cui ha fatto seguito una proposta simile in Oregon, dove Clinton ha vinto il voto popolare, mentre Trump ha conquistato la maggioranza delle contee.
Con l'elezione di Donald Trump, si è fatta strada l'idea di unirsi al movimento per la separazione dello Stato di Jefferson considerandolo un'opportunità per appellarsi direttamente al Congresso degli Stati Uniti per ottenere la nomina ad entità statale, in modo simile a quello con cui venne istituito il West Virginia, sostenendo che la California sarebbe stata in insurrezione e presentando quindi una petizione per rientrare nell'Unione come stato indipendente.
Il gruppo "Citizens for Fair Representation", l'8 maggio 2017, ha intentato una causa contro il segretario di Stato della California Alex Padilla sulla base del fatto che la legge della California del 1862 che limita i senatori a non più di 40 e i membri dell'Assemblea a non più di 80, crea uno squilibrio incostituzionale di rappresentanza che preclude ad un efficace "autogoverno" protetto dal 14° emendamento. Citare in giudizio la California, per mancanza di rappresentanza e diluizione del voto, mira ad ottenere una migliore rappresentanza in tutta la California e, in ultima istanza, ad una maggiore probabilità di raggiungere uno Stato di Jefferson indipendente. Il caso è stato però respinto dal tribunale di primo grado e ha presentato ricorso al Nono Circuito.

## Bandiera e simbolo

Bandiera dello Stato di Jefferson

La bandiera dello Stato ha sfondo verde e reca al centro il Sigillo dello Stato di Jefferson: un cerchio giallo che rappresenta un bacino minerario d'oro, con le parole "The Great Seal Of State Of Jefferson" incise sul bordo, e due maiuscole, X nere di traverso l'una rispetto all'altra.
Le due X sono conosciute come la "Doppia Croce" ed evocano l'"abbandono" delle due regioni ai governi degli Stati centrali, sia nell'Oregon meridionale che nella California settentrionale.
Il piatto d'oro che dovrebbe essere il primo modello per il sigillo dello stato è in mostra al Siskiyou County Museum, a Yreka, in California.

### Annotazioni
1. ↑  La denominazione fu probabilmente scelta in onore di Thomas Jefferson, il terzo presidente degli Stati Uniti d'America. Si veda Pogue (2022).
2. ↑  Il territorio dello stato di Jefferson copriva grosso modo l'attuale estensione del Colorado.
3. ↑  Harper's 2022 report riferisce che le due croci indicano l'abbandono di Salem e Sacramento. Si veda Pogue (2022).